# 賈弗里 (新罕布什爾州普查規定居民點)
賈弗里（英語：Jaffrey）是位於美國新罕布什爾州切希爾縣的普查規定居民點。

## 人口
根據2020年美國人口普查的數據，賈弗里的面積為9.13平方千米，當中陸地面積為8.82平方千米，而水域面積為0.31平方千米。當地共有人口3058人，而人口密度為每平方千米334.94人。